# Батајница у Народноослободилачкој борби
Батајница данас приградско насеље на територији Градске општине Земун, са приближно 48.000 становника (према попису из 2011) у време Другог светског рата била је сеоска општина у саставу Земунског среза, са 3.212 становника (према попису из 1931).
Батајница је окупирана 12. априла 1941. када су делови немачке Осме тенковске дивизије заузели Земун и околину. Све до 10. октобра 1941. део југо-источног Срема, који је обухватао делове земунског и старопазовачког среза, налазио се под директном немачком окупацијом, са доминантном улогом домаћег немачког становништва, а потом је укључен у састав усташке Независне Државе Хрватске (НДХ), као део Велике жупе Вука, са средиштем у Вуковару.
У јулу 1941. у Батајници су организоване партијске ћелије Комунистичке партије Југославије (КПЈ) и Савеза комунистичке омладине Југославије (СКОЈ), преко којих је отпочело ширење Народноослободилачког покрета (НОП). Главни покретачи НОП-а у Батајници били су Ратко Бокун, Светислав Голубовић Митраљета и Рада Обрадовић. Они су уз помоћ члана Среског комитета КПЈ за Земун Пала Шотија, као и Уроша Остојића Ђетића и Драгана Рајнпреха Брке, радили на омасовљењу организација КПЈ и СКОЈ-а, али и на укуљчивању становништва у НОП.
Светислав Голубовић Митраљета директно је био задужен за формирање првих ударних група које су у почетку вршиле ситне саботаже и диверзије — сечење телефонско-телеграфских жица и стубова, паљење жита намењеног окупатору и др. Поред овога, они су радили на сакупљању оружја, муниције и друге војне опреме. Већ крајем 1941, у Батајници је постојалао неколико сигурних база Окружног комитета КПЈ за Срем, као и Среског комитета КПЈ за Земун. Због тога су у Батајницу илегално долазили и овде одређено време боравили многи руководиоци ослободилачке борбе у Срему — Аћим Груловић, Јован Веселинов Жарко, Станка Веселинов Сека и др, као и истакнути руководиоци НОП-а у Земуну — Андрија Хабуш, Јанко Лисјак, Силвестер Фогл, Драган Рајнперх, Анка Даус, Милка Бобинац и други.
Развојем ослободилачке борбе у Срему, почетком 1942, долази до снажног ширења Народноослободилачког покрета у селима југо-источног Срема, па самим тим и у Батајници. Преко разних масовних антифашистичких организација, које су окупљале родољубе, жене, омладину и др, до краја 1942. приближно 70 насто становништва Батајнице се укључило у НОП. Од тада па до краја рата, месне десетине и ударне групе изводиле су низ акција против окупаторско-квислнишких снага — сечење телеграфско-телефонских жица и бандера између Земуна и Нове Пазове, напади на окупаторске посаде у садејству са партизанским јединицама, учешће у заједничким акцијама са земунским илегалцима, паљење жита и друге летине на имањима домаћих Немаца (фолксодојчера), као и срадника окупатора и др.
Децембра 1942. месна партизанска десетина је из заседе напала седам немачких полицајаца, који су се враћали из Земуна. Том приликом убијена су петорица полицајаца, као и кочијаш, док су двојица успела да побегну, а страдала су и двојица партизана. У току читаве 1943. и 1944. вршене су континуиране акције на минирању железничке-пруге Београд-Загреб и Београд-Нови Сад. Ове акције вршила је Диверзантска група Трећег сремског одреда, која је новембра 1943. прерасла у Диверзантски батаљон Главног штаба НОВ и ПО Војводине. Све диверзантске акције на прузи у околини Батајнице, вршене су уз помоћ месне партизанске групе из села. У току јуна 1943. извршене су две диверзантске акције. Прва 8. јуна на прузи између Батајнице и Нове Пазове, када је уништена теретна композиција од седам вагона, а прекид железничког саобраћаја је трајао 15 часова. Друга 19. јуна на прузи између Батајнице и Добановаца, када је уништена теретна композиција од девет вагона, а прекид саобраћаја је трајао три дана. Већ у јулу изведена је нова диверзија када је минирана пруга између Батајнице и Нове Пазове, уништено пет вагона, а саобраћај обустављен 14 часова. После краће паузе, пруга је поново минирана 20. септембра, када је уништено неколико теретних вагона. У току новембра и децембра 1943. извршено је још неколико диверзија на прузи у околини Батајнице — 6. новембра, 29. новембра, 11. децембра и 29. децембра. Са акцијама на прузи настављено је и у 1944. години — 9. јануара, 20. јануара, 19. априла и 1. септембра. Последњу већу диверзантску акцију у близини Батајнице извео је 1. септембра Посавски партизански одред када је железничку пругу између Земуна и Батајнице минирао на 25 места и посекао 40 телефонско-телеграфских стубова, док је пругу између Батајнице и Нове Пазове порушио у дужини од 500 метара и посекао десет стубова.
Народ Батајнице, као и читавог Срема, био је изложен страшном терору окупаторско-квилнишких снага, у чему су предњачиле усташе и фолксдојчери. Посебно је остала упамћена акција редарственог повереника Велике жупе Вука Виктора Томића, који је у циљу заустављања Народноослободилачког покрета, током августа и септембра 1942. спровео масован терор над становништвом јужног Срема. У терору над становништвом Земуна и околине, посебно се истицао усташки натпоручник Мартин Волф, кога су почетком новембра 1943. убила двојица земунских ударника — Лазар Саватић и Иван Радосављевић. Као одмазду за његово убиство, окупатор је између Батајнице и Земуна, на месту званом Говеђи брод стрељао 10 ухапшених родољуба, од којих су седморица били из Батајнице.
Један од трагичнијих догађаја у току окупације Батајнице догодио се 23. јула 1943. када је извршена блокада села. У периоду од 23. до 26. јула немачки 14. СС полицијски пук, заједно са усташко-домобранским снагама, извршио је блокаду неколико села југо-источног Срема. Овом акцијом руководио је злогласни Антон Бауер, шеф немачке полиције из Руме. Током акције чишћења сремских села на лицу места је убијено 20, а неколико стотина људи је одведено у логоре. Приликом блокаде Батајнице, блокирани су сви прилази селу, а сво мушко становништво доведено је у порту православне цркве, у центру села. Локални издајник Ранислав Живан звани Рувеља тада је Бауеру потказивао припаднике и симпатизере НОП-а. Током блокаде ухапшено је приближно 180 мештана Батајнице који су упућени у логоре Сајмиште, Вуковар, Рума, Аушвиц и др. Многи од тада ухапшених нису дочекали слободу.
Упркос репресалијама окупатора, народ Батајнице је до краја рата давао снажну подршку Народноослободилачком покрету. Кроз Батајницу је пролазио један од главних коридора, којим су Земунци и Београђани одлазили у партизанске јединице у Срему и Босни. Будуће борце у селу су прихватале месне организације КПЈ и СКОЈ-а и смештале их код мештана који су били сарадници НОП-а, а потом су преко курира одлазили на Фрушку гору. Такође, преко Батајнице је ишла и главна веза између Покрајинског комитета КПЈ за Србију и Окружног комитета КПЈ за Срем, а касније Покрајинског комитета КПЈ за Војводину.
Батајница је ослобођена 23. октобра 1944, у склопу Београдске операције. Након ослобођења Земуна и сламања јаког немачког отпора на Бежанијској коси, јединице Шесте личке пролетерске дивизије „Никола Тесла” су 23. октобра кренуле ка Новој Пазови, у сусрет јединицама 12. војвођанског корпуса, који је форсирао Саву и кретао се из правца Сурчина и Јакова. У току 23. октобра Прва личка бригада је заузела Добановце, Друга личка бригада Угриновце, а 22. српска космајска бригада Батајницу. Ослобођење је изврешно без већих борби, јер се главнина немачких снага из Земуна повукла ка Новој Пазови, а у селу је остао само мањи број војника, који се утврдио на сеоском гробљу, али се након краће борбе предао.
У току Народноослободилачког рата приближно 300 мештана Батајнице се борило у редовима Народноослободилачке војске и партизанских одреда Југославије (НОВ и ПОЈ). Приближно 220 Батајничана је страдало — у борби или као жртве фашистичког терора.

## Спомен-обележја
У знак сећања на догађаје и учеснике Народноослободилачке борбе у Батајници је подигнуто неколико споменика и спомен-обележја, као и постављено неколико спомен-табли.
- Споменици и спомен-обележја:
  - Споменик палим борцима за слободу 1941—1945. — подигнут 1954. у центру Батајнице. Споменик се састоји од мермерног постоља, на коме су исписана имена палих бораца и жртава фашистичког терора и бронзане фигуре борца високе 2,9 метара. Споменик је подигнут на иницијативу СУБНОР-а Батајнице, а аутор је вајарка Љубинка Савић Граси.[10]
  - Споменик стрељаним родољубима — подигнут 1968. у кругу Ветеринарског завода, на Батајничком друму. Споменик је подигнут у знак сећања на 10 родољуба које је су усташе стрељале новембра 1943, као одмазду за убиство усташе Мартина Волфа.[10]
  - Споменик диверзантским акцијамаСпоменик диверзантским акцијама — подигнут 1979. поред Железничке станице. Споменик је посвећен диверзантским акцијама вршеним на прузи у околини Батајнице, а изграђен је у облику пресеченог телефонског стуба. Висина споменика је 2,8 метара.[10]
  - Споменик партизану Хасану — подигнут на Батајничком гробљу, на месту где је сахрањен Витомир Савин звани Хасан (1910—1942), курир Посавског партизанског одреда, који је погинуо јула 1942. у Батајници, приликом усташке рације.[10]
  - Споменик Светиславу Голубовићу Митраљети — подигнут 1973. у дворишту основне школе, која носи његово име. Биста је изливена у бронзи, а њен аутор је наставник школе Михајло Станић. Посвећен је истакнутом борцу и организатору НОП-а у Батајници Светиславу Голубовићу Митраљети (1917—1942), који је погинуо августа 1942. на Фрушкој гори.[11]
  - Споменик народном хероју Моми Станојловићу — подигнут 1976. испред управне зграде Војног завода, који носи његово име. Аутор бисте је вајар Звонимир Шутија. Посвећен је пилоту и заменику команданта Треће санџачке бригаде Момчилу Моми Станојловићу (1916—1943), који је погинуо јуна 1943. у току битке на Сутјесци. Прогалшен је за народног хероја 1948. године.[10]
  - Споменик народном хероју Бошку Палковљевићу Пинкију — подигнут 1979. у дворишту основне школе, која носи његово име. Аутор бисте је Драгутин Гргас. Посвећен је првом сремском партизану Бошку Палковљевићу Пинкију (1920—1942), који је погинуо 1942. на Фрушкој гори. Проглашен је за народног хероја 1943. године.[10]
- Спомен-плоче:
  - Спомен-плоча на кући породице Голубовић — у Улици Јована Бранковића, постављена 1951. у знак сећања на истакнутог борца Светислава Голубовића Митраљету.[11]
  - Спомен-плоча на кући породице Обрешки — у Улици мајора Зорана Радосављевића, постављена 1951. у знак сећања на оснивање првог Народноослободилачког одбора у Батајници, октобра 1942. године.[12]
  - Спомен-плоча на кући породице Смиљанић — у Улици мајора Зорана Радосављевића, постављена 1962. у знак сећања на боравак Прве подунавске партизанске чете, 1941. године.[12]
  - Спомен-плоча на згради Месне заједнице — у Улици мајора Зорана Радосављевића, постављена 1971. у знак сећања на оснивање месних организација КПЈ и СКОЈ, јула 1941. године.[12]
  - Спомен-плоча на Дунаву — на месту званом Брод, постављена 1977. у знак сећања на акцију батајничких скојеваца који су у лето 1941. разоружали посаду непријатељског брода „Загреб” и запленили велику количину оружја и муниције.[12]

Такође, велики број улица у Батајници носи назив на истакнуте учеснике и борце Народноослободилачке борбе — Бранислава Баришића Доктора, Браће Баришића, Браће Гавриловића, Браће Ергића, Браће Нештинац, Браће Обрешки, Браће Рукавина, Браће Савића, Браће Смиљанића, Браће Узелац, Василија Ранковића Баће, Вере Мишчевић, Војвођанских бригада, Далматинских бригада, Димитрија Лазарова, Драге Михаиловића, Жарка Бокуна, Ђурђа Бошковића Бате, Јасеновачких жртава, Катице Опачић, Марка Перичина, Наталије Дубајић, Николе Сукњаревића Прике, Саве Гркинића, Стевана Дубајића, Стевана Петровића, Фрушкогорског одреда и др.

## Пали борци и жртве окупатора
1. Влада (Мила) Ашић (1923—1943), сарадник НОП од 1942, у партизанима од 1943. године. Погинуо у борбама у Босни, код Зворника.[14]
2. Јованка (Жика) Бајац (1923—1943), земљорадница. Сарадница НОП од 1942. године. Из Батајнице прешла у Сремске Михаљевце, где је ухапшена у блокади села 26. јула 1943, заједно са једногодишњом ћерком Дивном Бајац. Стрељана је након великог мучења у порти цркве Светог Јована Благослова, јер Немцима и усташама није хтела да открије где се налази њена заова, која је била у партизанима.[15][16]
3. Илија (Влада) Бајац (1916—1944), фризер. Као сарадник НОП ступио у партизане 1943. године. Погинуо 1944. у борбама код Белог Манастира.[14][16]
4. Бранислав (Максим) Баришић — Немања, Доктор (1920—1944), студент медицине. Као студент припадао револцуионарном студентском покрету и био члан СКОЈ, а 1941. постао члан КПЈ. Један од организатора првих акција и саботажа у Батајници, 1941. године. Септембра 1942. ступио у партизане, а од априла 1943. био борац Прве војвођанске бригаде. Током 1943.  пребачен у Посавски батаљон, где је био члан Штаба. Касније постављен за политичког комесара Другог батаљона Седме војвођанске бригаде. Погинуо децембра 1944. у околини Осијека.[17][16] Једна улица у Батајници носи његово име.[18]
5. Небојша (Ђока) Баришић (1923—1944), земљорадник. Године 1941. се укључио у НОП и постао члан СКОЈ. Учествовао у многим диверзантским акцијама, а 1944. ступио у партизане. Био борац Пете козарске бригаде. Учествовао у Београдској операцији, октобра 1944, током које је погинуо у близини Рипња.[17][16] У знак сећања на њега, као и његовог брата од стрица Бранислава, једна улица у Батајници носи назив — Улица браће Баришић.[19]
6. Димитрије (Миладин) Басарић (1903—1944), железнички службеник. Сарадник НОП од 1942. године. Ухапшен у блокади Батајнице 23. јула 1943. и одведен у логор Сајмиште, а потом у логор Аушвиц, где је убијен.[15][16]
7. Драги (Николе) Бастаја (1912—1943), механичар. Као активиста НОП ухапшен 1943. од усташке полиције. Један је од десеторице талаца стрељаних 11. новембра 1943. на Говеђем броду, на Дунаву, у знак одмазде за убиство усташког натпоручника Мартина Волфа.[20][16]
8. Драгомир (Милан) Бешлић (1910—1944), берберин.[20][16]
9. Митар (Ђока) Бешлић (1926—1944), земљорадник.[21]
10. Стеван (Срета) Бешлић (1925—1944), земљорадник. У партизане ступио 1944. и погинуо у борбама код Моштанице.[22][16]
11. Бранко (Митар) Бокун (1920—1944), одрастао и школовао се у Нишу, где је живео са родитељима. Јануара 1942. као ученик седмог разреда гимназије ступио у партизане. Јануара 1943. дошао у Срем, где је потом ступио у Шесту војвођанску бригаду. Погинуо децембра 1944. у Босни, код Дервенте.[22]
12. Жарко (Тодор) Бокун (1908—1943), железнички службеник. Од 1941. радио за НОП и активно учествовао у пребацивању илегалаца на слободну територију. Октобра 1943. ухапшен у Земуну и мучен у усташкој полицији. Један је од десеторице талаца стрељаних 11. новембра 1943. на Говеђем броду, на Дунаву, у знак одмазде за убиство усташког натпоручника Мартина Волфа.[21][16] Једна улица у Батајници носи његово име.[23]
13. Радислав (Сава) Бокун (1923—1944), земљорадник.[24]
14. Стеван (Срета) Будимировић (1921—1944), сарадник НОП од 1941, а од марта 1944. у партизанима. Исте године погинуо у Босни, код Грачанице.[25][16]
15. Жарко (Милан) Бунош (1914—1944), земљорадник. Сарадник НОП од 1942, а од краја 1943. у партизанима. Погинуо маја 1944. у близини Купинова.[26][16]
16. Живан (Стеван) Бунош (1919—1943), земљорадник. Крајем 1941. се укључио у НОП, због чега је током наредне године хапшен од стране усташа. Године 1943. ступио у партизане и погинуо у новембру, код села Дивоша.[25][16]
17. Радислав (Вукашин) Бунош (1920—1945), земљорадник.[24]
18. Радослав (Станко) Велицки (1920—1945), земљорадник.[27][28]
19. Сава (Божа) Велицки (1914—1944), земљорадник. Сарадник НОП од 1942, а потом отишао у партизане. Погинуо 1944. код Старог Градаца.[26][28]
20. Влада (Славко) Војновић (1927—1945), тесар. Сарадник НОП од фебруара 1943, а потом отишао у партизане. Погинуо 1. априла 1945. у борбама код Весова.[29][28]
21. Иван (Рада) Војновић (1924—1944), сирач. У партизане отишао 1943. и био борац Прве војвођанске бригаде. Погинуо 22. јула 1944. у Босни, код Шековића.[30][31][28]
22. Милан (Петра) Војновић (1923—1943), столар. У партизане отишао јануара 1943. и погинуо 20. новембра исте године.[30][28]
23. Славко (Лазар) Војновић (1913—1943), кројач. Био сарадник НОП, а 1943. отишао у партизане и исте године погинуо у Босни.[29][28]
24. Радован Рада (Милан) Вујчић (1919—1943), електричар.[32][28]
25. Никола (Цвеја) Вукадиновић (1923—1945), млински радник. Сарадник НОП од 1942, а члан СКОЈ од 1943. године. Јануара 1943. ступио у партизане у Прву војвођанску бригаду. Погинуо 5. јануара 1945. у борбама на Дравском каналу.[33][34][28]
26. Жарко (Иван) Гавриловић (1923—1944), сарач.[20][16]
27. Живан (Никола) Гавриловић (1905—1944), ћурчија.[35]
28. Лазар (Иван) Гавриловић (1926—1943), земљорадник. Сарадник НОП од 1942, а у партизанима од 1943. године. Био борац Прве војвођанске бригаде, погинуо 25. октобра 1944. у борбама код Доњих Петроваца.[33][36][37]
29. Милан (Пера) Гавриловић (1920—1943), физички радник. Сарадник НОП од 1941, а потом ступио у партизане. Погинуо 20. јула 1943. у борбама у Босни, код Шековића.[38][37]
30. Момир (Давид) Гавриловић (1913—1944), земљорадник.[35][37]
31. Петар (Новак) Гавриловић (1926—1944), земљорадник.[39][37]
32. Жарко (Стева) Голубовић (1908—1943), земљорадник. Сараданик НОП од 1941, а у партизанима од 1943. године. Погинуо 1943. у борбама у Босни.[38][37]
33. Светислав (Стева) Голубовић — Цвејко, Митраљета (1917—1942), радник. Један од организатора НОП у Батајници у току 1941. и 1942. године. Члан КПЈ од 1941. године. Августа 1942. отишао у партизане и истог месеца погинуо у непријатељској офанзиви на Фрушку гору.[5][37]
34. Живан (Радован) Грујић (1923—1943), радник. Сраданик НОП од 1942, а у партизанима од јануара 1943. године. Погинуо у јесен 1943. у борбама у Босни, на Мајевици.[40][37]
35. Сава (Жика) Гркинић (1923—1945), земљорадник. Сарадник НОП од 1942, а потом отишао у партизане. Погинуо 12. априла 1945. у борбама код Вировитице.[40][37] Једна улица у Батајници носи његово име.[41]
36. Срета (Филип) Гркинић (1905—1944), земљорадник. Сарадник НОП од 1942. године. Током 1943. покушао да оде у партизане, али је том приликом ухваћен од окупатора и потом стрељан.[42][37]
37. Иван (Петар) Делнегро — Енглез (1919—1943), месар. Сарадник НОП од 1941, а у партизане отишао 1942. године. У борби са усташама на Иришком венцу, 13. јула 1943. заробљен и заклан. Међу сремским партизанима остао упамћен по енглеској блузи, коју је носио и због које је добио надимак „Енглез”.[42][16] Једна улица у Батајници носи његово име.[43]
38. Јоца (Петар) Делнегро (1928—1945), трговачки помоћник. Био сарадник НОП и члан Народноослободилачког одбора, а 1944. отишао у партизане. Погинуо 1945. у борбама на Сремском фронту, код Чалме.[44][16]
39. Иван (Душан) Добрић (1927—1945), земљорадник. Сарадник НОП од 1942, а у партизане отишао 1943. године. Као борац Пете војвођанске бригаде, тешко рањен код Манђелоса. Од задобијених рана умро 1945. у Батајници.[45]
40. Петар (Сава) Добрић (1888—1944), погинуо 22. октобра 1944. од фашиста у Новој Пазови.[44][37]
41. Славко (Стеван) Добрић (1922—1944), земљорадник. Сарадник НОП од 1942, а у партизане отишао 1944. и погинуо.[45][37]
42. Васа (Мица) Добрички (1919—1944), земљорадник. Сарадник НОП од 1942, ухапшен у блокади Батајнице 23. јула 1943. и одведен у логор Сајмиште, где је марта 1944. умро од последица тортуре.[39]
43. Наталија (Алекса) Дубајић (1925—1943), домаћица. Сарадница НОП од 1942, а у партизане отишла 1943. године. Била болничарка у Првој војвођанској бригади. Септембра 1943. заробљена од четника и тешко мучена (сечена је ножевима, одсекли су јој дојке, као и руке до лаката), након чега је преминула.[46][47] Једна улица у Батајници носи њено име.[48]
44. Драгослав (Милан) Дракулић (1926—1944), земљорадник. Сарадник НОП од 1942. године. Ухапшен од стране окупатора и одведен у логор Сајмиште, где је убијен 1944. године.[49][37]
45. Стеван (Алекса) Дубајић (1906—1943), земљорадник. Сарадник НОП од 1941. и кандидат за члана КПЈ. Активно учествовао у оружаним акцијама које су организовале месне партизанске групе из Батајнице. Након једне акције, у којој су ликвидирани домаћи Немци, припадници фашистичких организација, био је откривен, након чега је са породицом морао да напусти село. Приликом одласка на ослобођену територију, промашио је пут и 6. јануара заједно са Смајилом Муратагићем дошао у Деч, где је у сукобу са домаћим Немцима погинуо.[50][37] Једна улица у Батајници носи његово име.[51]
46. Радован (Срета) Дубајић (1923—1944), земљорадник. Сарадник НОП од 1942, а у партизанима од 1944. године. Погинуо 26. октобра 1944. у борбама код Руме.[46][47][37]
47. Ђура (Јован) Ђурић (1927—1944), механичар. Сарадник НОП и члан СКОЈ од 1942, а у партизанима од 1944, када је и погинуо.[50][37]
48. Живота (Ранко) Енгленџија (1924—1944), земљорадник. Сараданик НОП од 1942, а у партизанима од 1944. године. Био борац Прве војвођанске бригаде. Погинуо у борбама за ослобођење Обреновца, 20. октобра 1944. године.[52][53][37]
49. Милан (Живота) Ергић (1919—1944), земљорадник. Приликом фашистичке блокаде Батајнице 23. јула 1943. одведен у логор Сајмиште. Новембра 1943. успео је да побегне и да се прикључио партизанима. Као борац Пете војвођанске бригаде погинуо 5. новембра 1944. у борбама између Манђелоса и Лежимира.[52][37] У знак сећања на њега, као и његовог брата од стрица Светозара, једна улица у Батајници носи назив — Улица браће Ергића.
50. Светозар (Момир) Ергић (1925—1944), трговац. Сарадник НОП од 1942. године. Активно учествовао у акцијама месне партизанске чете у Бољевцима и Војки. Потом отишао у партизане, са којима је прешао у Босну, где је погинуо маја 1944. код Јабланице.[54] У знак сећања на њега, као и његовог брата од стрица Милана, једна улица у Батајници носи назив — Улица браће Ергића.
51. Спаса Живанчевић (1911—1944), столар. Рођен је у Јакову, а занат учио у Батајници, где је након тога стално живео. Сарадник НОП постао 1942, а у партизане отишао 1944. године. Био борац Прве војвођанске бригаде. Погинуо 22. октобра 1944. у борбама код Скеле, у близини Обреновца.[54][55]
52. Александар (Милан) Зеленовић (1922—1944), земљорадник. Сарадник НОП од 1942, а у партизанима од 1944. године. Погинуо код Бездана.[56][28]
53. Јозеф (Јозеф) Земан (1890—1944), кројач. Сараник НОП од 1941, а члан КПЈ од 23. јуна 1943. године. Ухапшен у блокади Батајнице 23. јула 1943. и одведен у логор Сајмиште, а потом у логор Аушвиц, где је убијен 1944. године.[49][28]
54. Паја (Иво) Имбришић (1926—1945), земљорадник. Отишао у партизане септембра 1944. године. Погинуо 22. марта 1945. у Болманској битци.[56]
55. Јурај Јаук (1908—1944), железнички службеник. Отишао у партизане септембра 1944. године. Као борац Друге војвођанске бригаде погинуо 10. децембра 1944. у Мославини.[57]
56. Бата (Јова) Јовановић (1920—1945), радник. Године 1943. одведен у логор Јасеновац, одакле је успео да побегне и прикључи се партизанима. Погинуо 20. априла 1945. код Стејановаца.[57]
57. Бига (Жика) Јовановић (1910—1944), радник. Ухапшен 1943. и одведен у логор Аушвиц, где је убијен.[58]
58. Бранко (Лаза) Јовановић (1933—1943), као ромско дете одведен јула 1943. у логор Јасеновац, где је умро од последица злостављања.[59][37]
59. Бранко (Момчило) Јовановић (1917—1944), радник. Ухапшен 1943. и одведен у логор Аушвиц, где је убијен.[59]
60. Веља (Јанко) Јовановић (1895—1944), радник. Ухапшен 1943. и одведен у логор Аушвиц, где је убијен.[60][37]
61. Влада (Ђока) Јовановић (1908—1944), железнички службеник. Сарадник НОП од 1942, ухапшен у блокади Батајнице 23. јула 1943. и одведен у логор Сајмиште, а потом у логор Аушвиц, где је убијен.[60][37]
62. Драга (Јова) Јовановић (1925—1944), радница. Ухапшена јула 1943. и одведена у логор Јасеновац, где је убијена.[61][37]
63. Драган (Шандор) Јовановић (1919—1944), радник. Ухапшен у блокади Батајнице јула 1943. и одведен у логор Сајмиште, а потом у логор Аушвиц, где је умро.[60]
64. Драгиња Јовановић (1900—1942), земљорадница. Сарадница НОП од 1942. године. Ухапшена септембра исте године у Манђелосу и одведена у логор Јасеновац, где је убијена.[61]
65. Душан (Павле) Јовановић (1920—1943), земљорадник. Сарадник НОП од 1942. године. Ухапшен и одведен у логор. Обешен 19. децембра 1943. између Земун поља и Батајнице.[62]
66. Жика (Чукур) Јовановић (1890—1944), радник. Ухапшен 1943. и одведен у логор Сајмиште, а потом у логор Аушвиц где је убијен.[62]
67. Златко (Мија) Јовановић (1920—1945), радник. Ухапшен од усташа 1943. и одведен у логор Сајмиште, а одатле у логор Аушвиц, где је убијен.[63]
68. Јова (Цветко) Јовановић (1915—1943), радник. Ухапшен од усташа 1943. и одведен у логор Сајмиште, где је мучен и убијен.[64]
69. Јован (Жика) Јовановић (1908—1945), радник. Ухапшен од усташа 1943. и одведен у логор Сајмиште, а одатле у логор Аушвиц, где је убијен.[63]
70. Јован (Тара) Јовановић (1884—1944), радник. Ухапшен од усташа јула 1943. и одведен у логор Сајмиште, а одатле у Немачку, где је убијен.[65]
71. Јован (Цветко) Јовановић (1900—1945), радник. Ухапшен од усташа 1943. и одведен у логор Сајмиште, а одатле у логор Аушвиц, где је убијен.[64]
72. Јовица (Лаза) Јовановић (1925—1945), радник. Ухапшен од усташа јула 1943. и одведен у логор Сајмиште, а одатле у логор Аушвиц, где је убијен.[65]
73. Која (Тушко) Јовановић (1910—1945), радник. Ухапшен од усташа 1943. и одведен у логор Сајмиште, а одатле у логор Аушвиц, где је убијен.[66]
74. Љубица (Златко) Јовановић (1926—1943), радница. Ухапшеа од усташа 1943. и одведена у логор Јасеновац, где је убијена.[66]
75. Љубица (Цвеја) Јовановић (1923—1945). Ступила у партизане 1944, али је услед болести од туберкулозе умрла 1945. године.[67]
76. Душан (Бранко) Керечки (1925—1943), земљорадник. Сарадник НОП од 1942, а у партизанима од априла 1943. године. Погинуо у Босни.[68][37]
77. Милован (Пера) Керечки (1926—1944), земљорадник. Отишао у партизане почетком новембра 1944. и погинуо након неколико дана касније, 15. новембра 1944. године.[67][37]
78. Петар (Светомир) Кнежевић (1918—1943), машиновођа. Сарадник НОП од 1941, а у партизанима од 1943. године. Погинуо 6. августа 1943. у борбама код Тузле.[68]
79. Даница (Чедомир) Крушедолац, погинула као борац 1944. године.[69]
80. Момир (Жарко) Крушедолац (1926—1945), земљорадник. Сарадник НОП од 1943. године. Приликом блокаде Батајнице, 23. јула 1943, као сарадник НОП одведен у логор Сајмиште, а одатле у логор-смрти Аушвиц, где је убијен 1945. године.[69][70]
81. Миленко (Петар) Кушан (1926—1943), земљорадник. Сарадник НОП од 1942, а у партизанима од 1943. године. Погинуо 25. јуна исте године.[71][70]
82. Живан Жика (Лазар) Марковић (1925—1943), земљорадник. Сарадник НОП од 1942, а у партизанима од 1943. године. Погинуо 9. августа 1944. у борбама у Босни. Био је познат борац-бомбаш познат под називом „Курјак”, а погинуо је у јуришу на непријатељски бункер.[72][73][70]
83. Здравко (Славко) Марковић (1904—1943), ковач. Сарадник НОП од 1943. и исте године отишао у партизане. Био борац Прве војвођанске бригаде. Погинуо 20. новембра 1943. у борбама код Гргуреваца.[74][73][70]
84. Слободан (Стеван) Марковић (1922—1943), земорадник. Сарадник НОП од 1942, а у партизанима од 1943. године. Погинуо у борбама у Босни.[71]
85. Срета (Велимир) Марковић (1913—1944), земљорадник. Сарадник НОП од 1942. и исте године отишао у партизане. Погинуо у борбама у Босни, код Јабланице.[74]
86. Јован (Влада) Мијатовић (1900—1944), радник на железници. Рођен је у Бечмену, а дужи временски период живео у Батајници. Ухапшен 1942. и одведен у логор Јасеновац. Успео да побегне из логора и ступи у партизане. Погинуо 1. маја 1944. у борбама код Купинова.[72]
87. Влада (Мита) Михајловић (1920—1944), земљорадник.[27]
88. Влада (Славко) Михајловић (1926—1944), земљорадник. Ухапшен као сарадник НОП и одведен у логор Сајмиште, а одатле у логор Аушвиц, где је убијен 1944. године.[75][70]
89. Драгомир Драга (Жика) Михајловић (1921—1944), машинбравар. Као радник фабрике авиона „Икарус” 1942. се укључио у НОП. Године 1943. отишао у партизане и наредне године погинуо у борбама код Манђелоса.[76][70] Једна улица у Батајници носи његово име.[77]
90. Жарко Алексе Михајловић (1890—1944), земљорадник. Сарадник НОП од 1941, а наредне године ухапшен и одведен у логор Јасеновац. Заменом је пуштен из логора, након чега је ступио у партизане. Погинуо 1944. у борбама код Купинова.[78][70]
91. Жарко (Живан) Михајловић (1923—1943), земљорадник. Сарадник НОП и члан СКОЈ од 1941. године. Ухапшен од усташа и одведен у полицију у Земун, где је мучен. Један је од десеторице талаца стрељаних 11. новембра 1943. на Говеђем броду, на Дунаву, у знак одмазде за убиство усташког натпоручника Мартина Волфа.[75][70]
92. Живан (Никола) Михајловић (1925—1944), земљорадник. Сарадник НОП од 1942. године. У марту 1944. отишао у партизане. Био борац Прве војвођанске бригаде. Једно време се борио у Босни, а погинуо 26. октобра 1944. у борбама код Љукова, у близини Инђије.[78][79]
93. Јелена (Веља) Михајловић (1919—1943), кројачица. Сарадница НОП од 1942. године. Члан СКОЈ од 1943, када је отишла у партизане и исте године погинула у Босни, у борбама код Зворника.[76][70]
94. Милорад (Живан) Михајловић (1919—1944), земљорадник. Сарадник НОП од 1941, а члан КПЈ од 1943. године. У партизане отишао 1943, а погинуо 20. јуна исте године у борбама у Босни, код Јасиковца.[80][70]
95. Радивоје (Каменко) Михајловић (1921—1943), службеник. Сарадник НОП од 1941, а члан СКОЈ од 1942. године. Као велики активиста, ухапшен од усташа 1943. и одведен у затвор у Земун, где је мучен. Један је од десеторице талаца стрељаних 11. новембра 1943. на Говеђем броду, на Дунаву, у знак одмазде за убиство усташког натпоручника Мартина Волфа.[80][70]
96. Смајил Муратагић (1917—1943), металски радник. Као радник „Икаруса”, у лето 1941. укључио се у НОП. Пошто је био стручан металац, успевао је да прави бомбе и мине, које су служиле за вршење диверзија. Почетком 1942. примљен у чланство КПЈ. Активно је учествовао у оружаним акцијама које су организовале месне партизанске групе из Батајнице. Након једне акције, у којој су ликвидирани домаћи Немци припадници фашистичких организација, откривен је, након чега је са породицом морао да напусти село. Приликом одласка на ослобођену територију, промашио је пут и 6. јануара заједно са Стеваном Дубајићем дошао у село Деч, где је у сукобу са домаћим Немцима погинуо.[81]
97. Божидар (Влада) Нешковић (1921—1944), месар. Сарадник НОП од јула 1943, а у партизанима од јануара 1944. године. Погинуо у борбама код Шида, крајем исте године.[82]
98. Бранко (Светозар) Нештинац (1904—1943), земљорадник. Сарадник НОП од 1942, а током 1943. био председник Месног народноослободилачког одбора. Један је од десеторице талаца стрељаних 11. новембра 1943. на Говеђем броду, на Дунаву, у знак одмазде за убиство усташког натпоручника Мартина Волфа.[83][70] У знак сећања на њега и његову браћу Ђоку и Славка, једна улица у Батајници носи назив — Улица браће Нештинац.[84]
99. Дамјан (Милан) Нештинац (1917—1944), земљорадник. Сарадник НОП од 1943, а у партизанима од почетка 1944. године. Погинуо 1944. код Моштанице.[81]
100. Жарко (Стева) Николић (1913—1944), берберин. Сарадник НОП од 1942, а у партизанима од новембра 1943. године. Погинуо у борбама у Босни, августа 1944. године.[82][85][70]
101. Ђока (Светозар) Нештинац (1915—1942), земљорадник. Сарадник НОП од 1942, исте године ухапшен од усташа и одведен у Вуковар где је стрељан. [86][70] У знак сећања на њега и његову браћу Бранка и Славка, једна улица у Батајници носи назив — Улица браће Нештинац.[84]
102. Славко (Светозар) Нештинац (1921—1942), земљорадник. Сарадник НОП од 1941, а наредне године ухапшен од усташа и одведен у Вуковар где је стрељан. [86][70] У знак сећања на њега и његову браћу Бранка и Ђоку, једна улица у Батајници носи назив — Улица браће Нештинац.[84]
103. Владимир (Ђорђе) Обрешки (1913—1943), општински службеник. Као сарадник НОП од 1942. радио на скупљању материјала који је слао на ослобођену територију. Због активног рада у покрету, ухапшен од усташа и одведен у Земун, где је мучен. Један је од десеторице талаца стрељаних 11. новембра 1943. на Говеђем броду, на Дунаву, у знак одмазде за убиство усташког натпоручника Мартина Волфа.[87][70]
104. Ђока (Сава) Обрешки (1918—1944), земљорадник. У блокади Батајнице 23. јула 1943. ухапшен и одведен у логор Сајмиште, а одатле у логор Аушвиц, где је убијен 1944. године.[88][70]
105. Жарко (Васа) Обрешки (1891—1943), радник. Један од првих сарадника НОП у Батајници и члан КПЈ од августа 1941. године. У његовој кући одржавани су састанци активиста НОП, а овде су свраћали и руководиоци Среског комитета КПЈ. Као изразити активиста НОП октобра 1942. изабран за првог председника Месног Народноослободилачког одбора. Ухапшен у блокади Батајнице 23. јула 1943. и одведен у логор Сајмиште, а потом у логор Аушвиц, где је убијен.[87][70] Једна улица у Батајници носи његово име.[89]
106. Радосав Рада (Љуба) Обрешки (1925—1945), млинарски радник. Сарадник НОП од децембра 1942, а потом одлази у партизане. Погинуо 15. фебруара 1945. у борбама у Барањи.[90][70]
107. Катица (Славко) Опачић (1921—1944), домаћица. Сарадница НОП од децембра 1942, а потом отишла у партизане. Погинула 15. маја 1944, у борбама код Бијељине.[90][70] Једна улица у Батајници носи њено име.[91]
108. Александар (Јанићије) Панајотовић (1925—1944), кројач. Као сарадник НОП, 1943. отишао у партизане. Погинуо 1944. године.[92]
109. Сава (Божа) Петровић (1921—1944), земљорадник. Сарадник НОП од 1942, а у партизанима од 1944. године. Погинуо 11. децембра 1944. у борбама код Вуковара.[93][70]
110. Алекса (Живан) Пражић (1921—1945), земљорадник. Сарадник НОП од 1942. године. Приликом вршења једног задатка у Угриновцима, откривен и ухапшен. Потом се налазио у логорима Стара Градишка и Јасеновац, одакле је успео да побегне и прикључи се партизанима. Погинуо марта 1945, у борбама као Босанске Дубице, као борац Двадесете крајишке бригаде.[92]
111. Бранко (Цвеја) Пражић (1924—1945), земљорадник. Сарадник НОП од 1943, а у партизанима од 1944. године. Погинуо 1945. у борбама у Бачкој.[94][95]
112. Светислав (Љуба) Преочанин (1920—1943), земљорадник. Сарадник НОП од 1942, а у партизанима од августа 1943. године. Погинуо исте године у борбама у Славонији.[94][95]
113. Драгољуб (Илија) Радишић (1922—1945), земљорадник. Као сарадник НОП 1943. отишао у партизане. Погинуо у борбама, 21. јануара 1945. године.[96][95]
114. Момир (Богољуб) Радишић (1924—1944), земљорадник. Као сарадник НОП 1943. отишао у партизане. Погинуо у борбама у Босни 1944. године.[93][95]
115. Душан (Јоца) Радовановић (1914—1944), металски радник. Као илегалац, на путу ка партизанима, страдао у близини Купинова, 1. маја 1944. године.[97][95]
116. Василије (Богољуб) Ранковић Баћа (1921—1943), ученик Трговачке академије. Као сарадник НОП, 1941. постао члан СКОЈ. Учествовао у разним диверзантским акцијма. Погинуо у борбама са усташама 1943. код Нерадина.[98] Једна улица у Батајници носи његово име.[99]
117. Лазар (Сима) Рашула (1921—1945), трговац. Сарадник НОП од 1942, а члан СКОЈ од 1943, када је отишао у партизане. Погинуо 30. априла 1945. у борбама у Словенији.[98][95]
118. Никола (Стеван) Рашула (1926—1944), земљорадник. Приликом блокаде Батајнице, 23. јула 1943, као сараданик НОП ухапшен и одведен у логор на Сајмиште. Успео да побегне из логора и ступи у партизане. Био борац Прве војвођанске бригаде погинуо 1944. године.[96][100][95]
119. Лазар (Јоца) Рукавина (1926—1943), радник. Сарадник НОП од 1942, а у партизанима од августа 1943. године. Као борац Прве војвођанске бригаде, погинуо 19. децембра 1943, код Босанског Шамца.[97][95]
120. Александар Аца (Жарко) Савић (1926—1944), ученик. Још као ђак Земунске гимназије прикључио се омладинском револуционарном покрету. Године 1942. укључио се у НОП и постао члан СКОЈ. У партизане отишао 1. новембра 1943. и био борац Прве војвођанске бригаде. Погинуо 18. јануара 1944. у борби против Немаца и усташа код Тузле.[101][102]
121. Богољуб (Жарко) Савић (1922—1945), земљорадник. Прикључио се НОП током 1942. и исте године отишао у партизане. Погинуо 6. маја 1945. у борбама у Словенији.[103]
122. Бора (Љубомир) Савић — Шапов (1924—1943), електроинсталатер. Током учења заната у Земуну, учествовао у радничком покрету. Године 1941. укључио се у НОП, а почетком наредне године постао члан СКОЈ. Учествовао у акцијама и диверзија у околини Батајнице, а током 1942. ступио у партизане. Био најпре у Посавској чети Првог сремског одреда, а потом у диверзантској јединици. Године 1943. ступио у тада формирану Трећу војвођанску бригаду. Погинуо 2. новембра 1943. приликом напада на Ириг.[104][95]
123. Жика (Радосав) Савић (1927—1944), земљорадник. У партизане отишао 1944. и исте године погинуо у борбама код Панчева.[105]
124. Милорад (Стеван) Савић (1925—1943), земљорадник. У НОП се укључио 1942, а у партизане отишао 1943. и исте године погинуо у Босни.[105]
125. Смиља (Љубомир) Савић (1925—1944), домаћица. Током 1942. укључила се у НОП, а јуна 1943. отишла у партизане. Била борац Прве војвођанске бригаде, погинула 9. августа 1944 у Босни.[104][106][95]
126. Стеван (Никола) Савић (1916—1943), земљорадник. Укључио се у НОП током 1942. године. Погинуо 10. фебруара 1943. у Новим Бановцима, као партизански курир.[101][95]
127. Илија (Илија) Смиљанић —  Шандор (1923—1943), електричар. Током учења заната у Земуну прикључио се омладинском револуционарном покрету и 1941. постао члан СКОЈ. Био руководилац скојевске организације у Батајници. Септембра 1942. отишао у партизане у Другу чету Подунавског одреда. Погинуо маја 1943. у борби са усташама, на железничкој прузи између Кленка и Платичева, заједно са млађим братом Милорадом.[103][95] У знак сећања на њега и његовог брата једна улица у Батајници ниси назив — Улица браће Смиљанић.[107]
128. Милорад (Илија) Смиљанић — Голуб (1925—1943), земљорадник. Под утицајем старијег брата прикључио се омладинском револуционарном покрету и 1941. постао члан СКОЈ. Учествовао у многим акцијама против окупатора у Батајници, а јануара 1943. отишао у партизане. Био је најпре у Посавском партизанском одреду, а потом се налазио на дужности помоћника политичког комесара Друге чете јуришног батаљона Првог сремског одреда. Погинуо маја 1943. у борби са усташама, на железничкој прузи између Кленка и Платичева, заједно са старијим братом Илијом.[108][95] У знак сећања на њега и његовог брата једна улица у Батајници ниси назив — Улица браће Смиљанић.[107]
129. Стеван (Јован) Станковић — Зидар (1922—1943), зидар. Сарадник НОП постао 1942, а члан СКОЈ 1943. године. Учествовао у акцијама омладине у селу, а 1942. отишао у партизане. Био борац Прве војвођанске бригаде, погинуо у Босни.[109][95]
130. Никола (Стева) Степановић (1926—1943), земљорадник. Сарадник НОП од октобра 1942, потом у партизанима где је погинуо наредне године.[110][28]
131. Спасоје (Михајло) Степановић (1924—1945), земљорадник. Сарадник НОП од 1942, а у партизанима од 1944. године. Погинуо 10. априла 1945. у Славонији.[109][95]
132. Илија (Александар) Стефановић (1907—1944), железнички службеник. Током окупације одведен у Немачку на принудни рад, одкале се вратио болестан. Након оздрављења отишао у партизане. Погинуо 4. маја 1944. у борби између Бешенова и Павловаца.[110][95]
133. Борислав (Митар) Стражувук (1923—1944), бравар. Током учења заната прикључио се омладинском радничком покрету, а 1941. постао члан СКОЈ. Један од првих скојеваца у селу и један од организатора омладине. Ухапшен у блокади Батајнице, 23. јула 1943. и одведен у логор у Немачку, одакле је успео да побегне и ступи у Прву војвођанску бригаду. Након рањавања у борби код Гргуреваца, био не лечењу у Дивошу. Након оздрављења ступио у оружани вод у Рохаљ базама. Услед издаје откривен и ухапшен, након чега је одведен у логор Сајмиште. Услед тортуре у логору преминуо у Винковцима 1944, где је и сахрањен.[111][112]
134. Лазар (Пера) Стражувук (1921—1943), радник. Године 1942. постао сарадник НОП и члан СКОЈ. У партизане отишао 1943. и исте године погинуо код Тузле.[108][28]
135. Петар (Жарко) Страживук (1944—1944), берберин. Године 1942. укључио се у НОП, а 1944. отишао у партизане и исте године погинуо на Сремском фронту.[111][28]
136. Никола (Милош) Сукњаревића — Прика (1919—1943), службеник. Рођен је у Голубинцима. Као сарадник НОП јуна 1943. постао члан КПЈ, а јула исте године и секретар месне партијске организације. Ухапшен од усташа и одведен у Земун, где је приликом ислеђивања мучен. Један је од десеторице талаца стрељаних 11. новембра 1943. на Говеђем броду, на Дунаву, у знак одмазде за убиство усташког натпоручника Мартина Волфа.[113][28] Једна улица у Батајници носи његово име.[114]
137. Иван (Стева) Хартман — Ћипика (1918—1943), тесар. Отишао у партизане 12. маја 1943. и погинуо 8. септембра 1943. у борбама у Босни.[115][37]
138. Никола (Дамњан) Узелац (1923—1944), земљорадник. Сарадник НОП од 1941, а у партизанима од 1944. године. Погинуо на Сремском фронту.[115][28]
139. Радован (Милорад) Узелац (1924—1944), земљорадник. Сарадник НОП од 1942, а у партизане отишао 1943. године. Од задобијених рана умро 1944. године.[116][28]
140. Илија (Данило) Чортан (1927—1943), земљорадник. У партизане отишао 1943, а погинуо наредне године у борбама у Босни.[116]
141. Стеван (Јова) Шкрбић (1917—1944). земљорадник. Отишао у партизане 20. новембра 1943, а погинуо октобра 1944. у борбама код Сремчице.[116]